# 威特姆
威特姆（Witham）是英國英格蘭的一個城鎮，位於東英格蘭埃塞克斯郡。據2011年英國人口普查，威特姆有人口25,353人。